# Багринцев, Николай Васильевич
Никола́й Васи́льевич Ба́гринцев (1 декабря 1937 —  26 января 2014) — советский рабочий, бригадир трубогибщиков Севастопольского морского завода имени С. Орджоникидзе.  Герой Социалистического Труда (1977), кавалер ордена Ленина и двух орденов Трудового Красного Знамени.

## Биография
Приехал в Севастополь в 1954 году, окончил школу фабрично-заводского обучения № 13. С 1955 года — на Севастопольском морском заводе имени С. Орджоникидзе. На заводе проработал 47 лет (до июня 2002 года, в том числе девять лет будучи на пенсии). Являлся высококвалифицированным мастером по специальности «судовой трубогибщик». Работал на линкорах «Новороссийск», «Севастополь», крейсерах «Керчь» и «Орджоникидзе». Затем — в плавкраностроении, строил плавучие краны.
Являлся членом правления Советского фонда мира. 

Могила Багринцева на кладбище «Кальфа» в Севастополе.

## Награды
- Герой Социалистического Труда (1977)
- орден Ленина (1977)
- 2 ордена Трудового Красного Знамени
- золотая медаль Советского фонда мира
- Почётный гражданин города-героя Севастополя (11 июня 1987 года)